# El Palmàs
El Palmàs és un edifici de Sant Joan de les Abadesses (Ripollès) inclòs a l'Inventari del Patrimoni Arquitectònic de Catalunya.

## Descripció
Es tracta d'una factoria paraire reconstruïda de forma idèntica a l'antiga casa del Palmàs. La casa, de noble factura, s'obre a migdia i ponent amb unes grans arcades, que donen a la riera d'Arçamala, algunes d'elles cegades avui dia. Val destacar el jardí, rodejat per un alt mur. A un nivell inferior del jardí es conserven les restes d'un antic taller paraire, segurament de la part corresponent al tint del teixit. Quan es va dur a terme l'enderroc de l'antiga casa, es van localitzar restes de la muralla medieval així com les d'una premsa de grans dimensions.

## Història
Al Palmàs va néixer Jaume Nunó i Roca (1824-1908). Traslladat a Cuba, fou nomenat director de la banda militar del regiment de la reina, a l'Havana. Allí feu amistat amb el president mexicà, López de Santa Ana, llavors exiliat. L'any 1853 presentà a concurs una composició que, en ésser premiada, esdevingué la música i himne nacional mexicà. Morí als Estats Units a 84 anys i les seves despulles reposen a la rotonda d'Homes Il·lustres de Mèxic.